# Angatuba
Angatuba é um município brasileiro do estado de São Paulo. O município é formado pela sede e pelo distrito de Bom Retiro da Esperança.

## Toponímia
Angatuba é termo indígena que significa abundância de espíritos, ou de forma poética "Mansão das almas". Do tupi: angá, espírito; e tuba, grande quantidade, abundância.
O professor e pesquisador Eduardo de Almeida Navarro classifica este topônimo como um dos 22, dentre 238 de origem indígena, que são considerados inadequados linguisticamente, seja por ferir regras de composição ou de derivação, ou ainda por terem sido formados com lexemas inexistentes nas línguas indígenas, mas que seus idealizadores desejavam criar essa ligação originária. Diz ele:
"Angatuba (1908) – A criação desse topônimo foi uma tentativa de traduzir parcialmente o nome da Freguesia do Espírito Santo da Boa Vista, existente desde 1872. Talvez seu criador quisesse traduzir algo como Lugar do Espírito (Santo). O nome em questão, porém, poderia significar, em Língua Geral Paulista, Ocorrência do Espírito, Ajuntamento de Espíritos. Se a intenção do nomeador foi criar um nome em Tupi Antigo, foi desrespeitada uma regra de composição nesta língua e o nome deveria ter sido Anduba e não Angatuba".

## História
Angatuba foi fundada em 1872, quando o capitão José Marcos de Albuquerque comprou por duzentos e cinquenta mil réis, um vasto terreno de matas virgens de propriedade de Maria Genoveva dos Santos, e seus herdeiros João Martins dos Santos e Domingos Leite do Prado.
Nessa época, o terreno situado no município de Itapetininga, chamava-se "Bairro Palmital". Esta seria a primeira denominação do município.
Ali, José Marcos de Albuquerque juntamente com Teodoro Arruda, Salvador Pereira de Albuquerque, Salvador Rodrigues, Felisberto Ramos, Teodoro Rodrigues, José Vicente Ramos e Domiciano Ramos iniciaram a construção de uma capela.
A construção foi interrompida com o falecimento do Capitão José Marcos de Albuquerque e retomada após a viúva, D. Paula Maria de Camargo, casar-se com o tenente-coronel Tomás Dias Batista Prestes.
O coronel Prestes constituiu comissão para retomada da construção com o Alferes José Antônio Vieira, Salvador Ferreira de Albuquerque, Salvador Rodrigues dos Santos, Teodoro José Vieira e Domiciano Ramos. Estes, apoiados pela população do local, concluíram a construção da capela feita em madeira que foi denominada "Capela do Ribeirão Grande do Palmital".
E este foi o segundo nome dado a Angatuba: "Capela do Ribeirão Grande do Palmital".
Tomás Dias Batista Prestes presenteou a comunidade com um pombo de prata, imagem que representa o Divino Espírito Santo, que se tornou o padroeiro da capela.
Em 11 de março de 1872, a lei provincial nº. 7, elevou o povoado à categoria de Freguesia do Espírito Santo da Boa Vista.
Em maio de 1873, o tenente Tomás Dias Batista Prestes, consegue a escritura do terreno da capela e em setembro o terreno é anexado ao patrimônio da "Capela do espírito Santo da Boa Vista".
Em 1885 a Freguesia teve anexado território desmembrado de Itapetininga e foi elevada a município pela lei nº. 27 de 10 de março do mesmo ano.
A instalação efetuou-se em 5 de fevereiro de 1887.
Em 1908 a Lei n. 115, alterou o nome para Angatuba que, em tupi-guarani significa "assembleia dos espíritos", "morada dos espíritos" ou "mansão das almas".
Existem historiadores que afirmam que Angatuba significa, em tupi-guarani, "fruta-doce", ou Anga= fruta e tuba= doce.
O primeiro vigário da paróquia da Vila foi o padre Caetano Tedeschi.
A comarca criada pela lei 5285 de 18 de fevereiro de 1959, foi instalada no dia 29 de maio de 1966.

### Revolução de 1932
Por uma semana, durante os embates da Revolução de 1932, o município de Angatuba foi ocupado por tropas gaúchas. Consta que com a previsão da invasão do "exército-do-sul" e o medo da população devido a fama de que os gaúchos "destruíam casas e atacavam mulheres", os moradores esconderam suas esposas e filhos pequenos em sítios e/ou cidades vizinhas. Fato curioso foi que com a demora da chegada dos soldados, aos poucos o povo foi retornando para suas casas. Os Gaúchos chegaram quando não mais se imaginava que o município seria tomado. Felizmente nenhum incidente foi registrado e os dias de ocupação foram tranquilos.

### Emancipação de Campina do Monte Alegre
Fato importante na história de Angatuba foi o desmembramento de parte de seu território para criação do município da Campina do Monte Alegre.
A área assemelha-se a um apêndice situado a sul do centro geográfico e foi criado pela Lei Estadual nº 7.664, de 30 de dezembro de 1991. O município foi instalado em 1993.

## Geografia

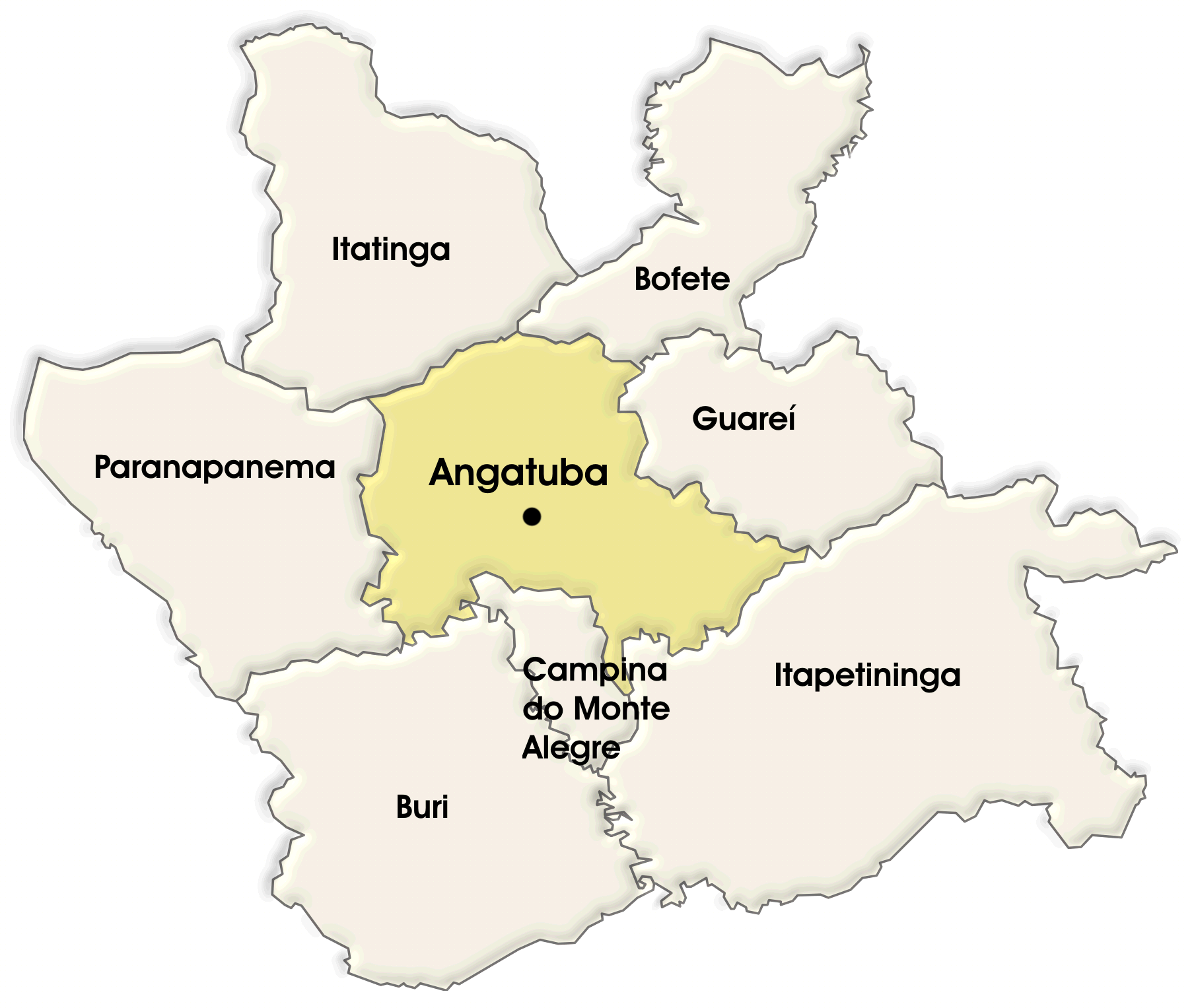
Municípios limítrofes de Angatuba.

Pertencente a Região de Governo de Itapetininga, estando a 40 km de Itapetininga e 200 km de São Paulo.

### Hidrografia
- Rio Guareí
- Rio Itapetininga
- Rio Capivari

### Rodovias
- SP-268
- SP-270

### Ferrovias

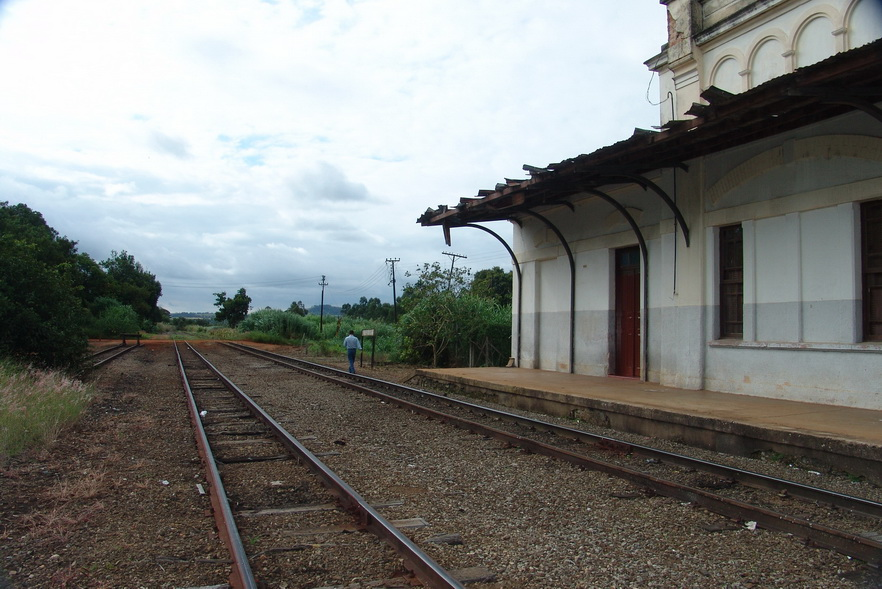
Antiga estação ferroviária.

- Ramal de Itararé (Estrada de Ferro Sorocabana), sendo a ferrovia operada atualmente pela Rumo Malha Sul[9].

## Demografia
Dados do Censo - 2017
População total:
- 24.634 habitantes
- Densidade demográfica (hab./km²): 24.12
- Mortalidade infantil até 1 ano (por mil): 19,37
- Expectativa de vida (anos): 69,45
- Taxa de fecundidade (filhos por mulher): 2,53
- Taxa de alfabetização: 90,38%
- Índice de Desenvolvimento Humano (IDH-M): 0,762
- IDH-M Renda: 0,695
- IDH-M Longevidade: 0,741
- IDH-M Educação: 0,850

(Fonte: IPEADATA)

## Política e administração

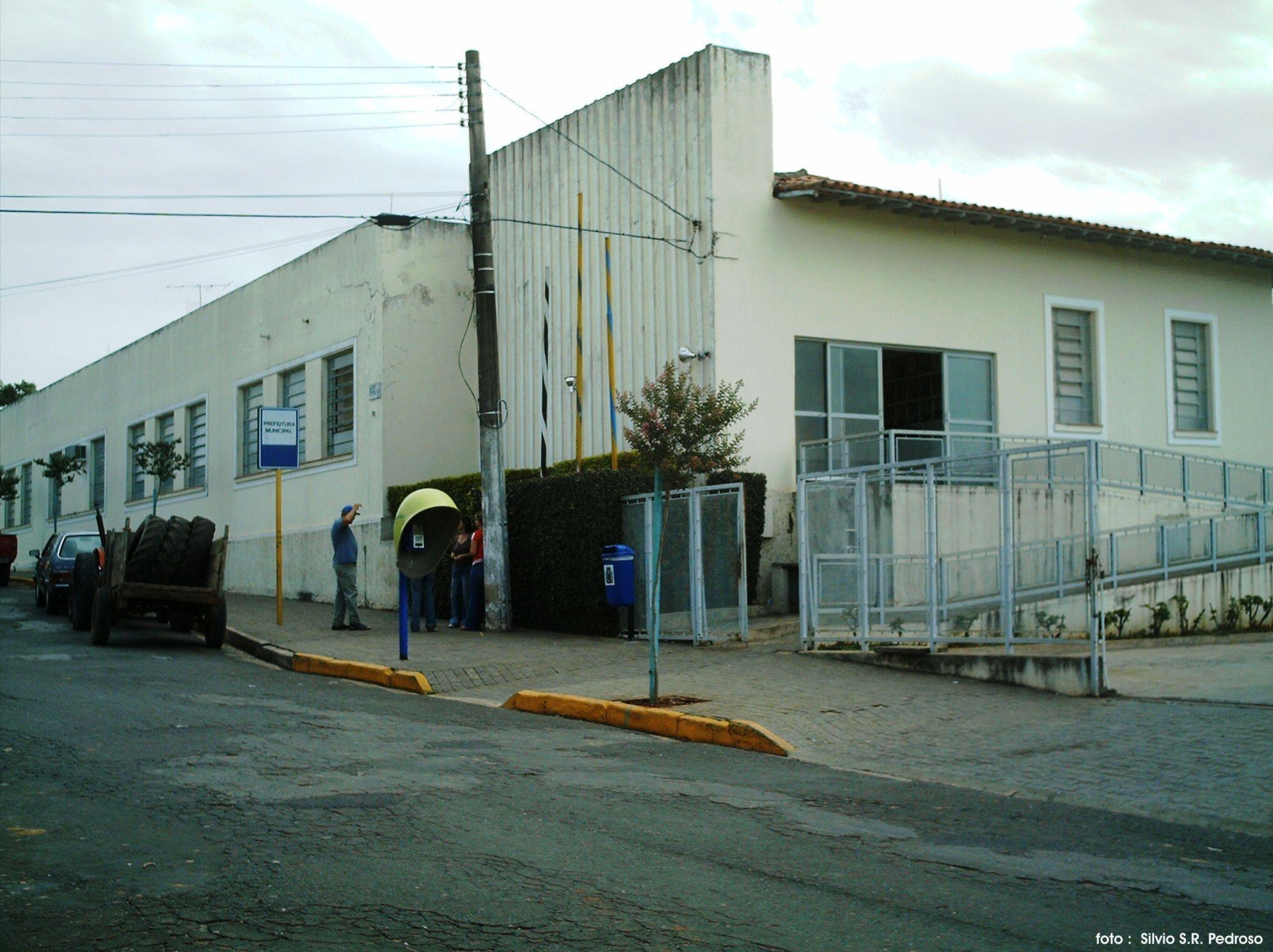
Paço Municipal.

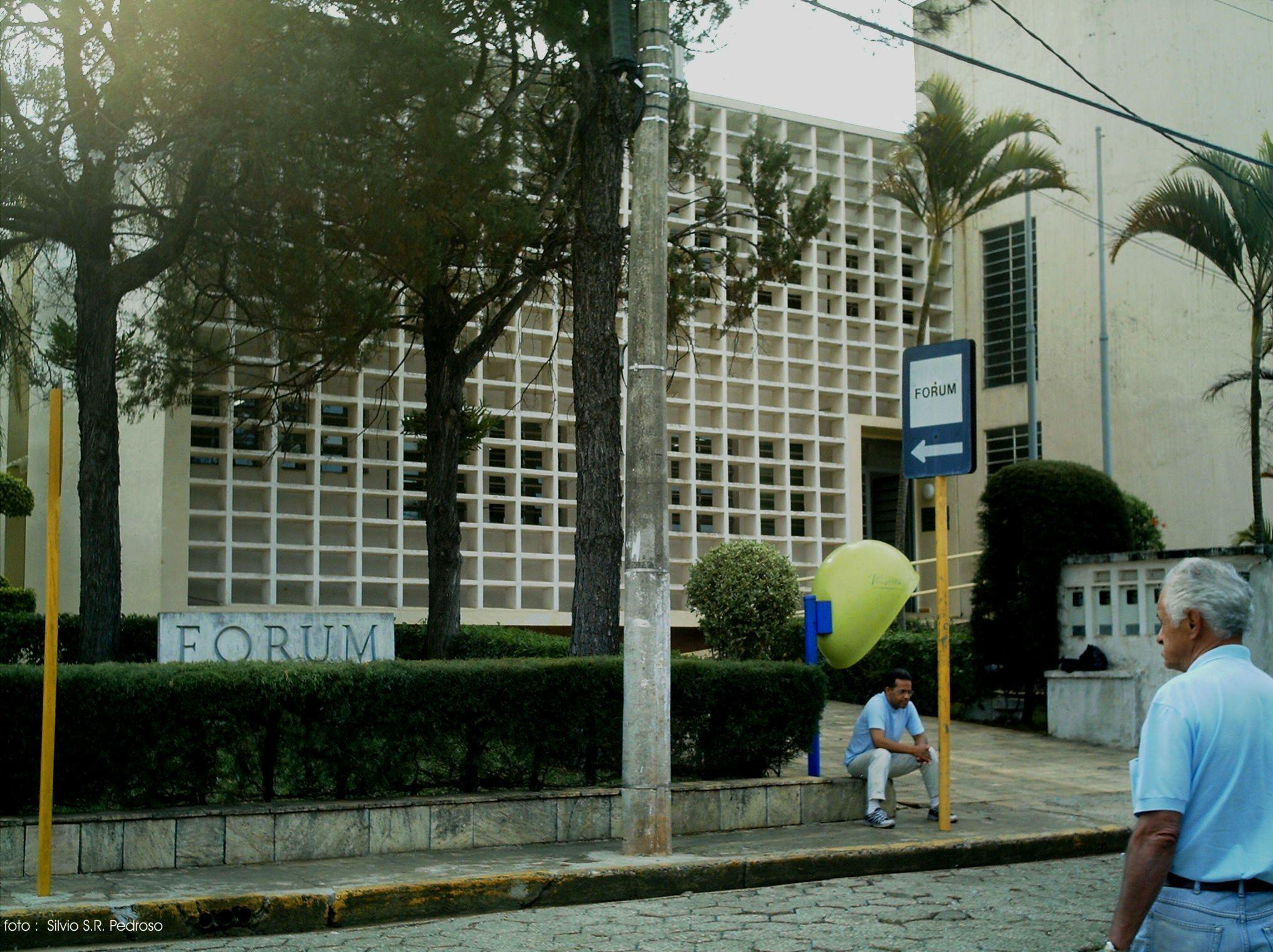
Prédio do Fórum - Comarca de Angatuba.

### Intendentes e prefeitos
- Ludovico Antônio Homem de Góis - (1887-1888-1891)
- Noel Prestes Albuquerque - (1889-1890)
- Francisco Prestes Bicudo - (1896-1898)
- Fernando de Camargo Melo - (1901)
- Joaquim Policarpo Ferreira - (1892-1905)
- João Batista da Silveira - (1902-1904)
- Lindolfo de Morais Rosa - (1905-1906)
- João Alberto de Oliveira - (1907)
- Antônio Arruda Campos - (1908)
- Antônio Pereira de Morais - (1909)
- João Sátiro de Almeida Leme - (1910-1914-1916)
- Francisco Turelli - (1911)
- Juviniano Pereira de Moraes - (1912-1913)
- Brasílio Munhoz - (1917-1918)
- Antônio Vieira Sobrinho - (1919-1922)
- Pedro Mariano de Barros - (1923)
- Antônio José de Oliveira - (1924-1925-1928-1938-1956)
- Francisco Basile - (1926)
- Luís Macedo - (1927)
- Cornélio Vieira de Morais - (1929-1930-1936-1937)
- Públio de Almeida Melo - (1930)
- Alberto Fischer - (1931)
- Juvenal Pereira de Morais - (1932-1933-1935-1941)
- Benedito de Almeida Leme - (1934)
- Aurélio Moura - (1945)
- Rodrigo Martins de Camargo - (1945)
- Dorival Martins Cury - (1946-1947)
- Ulisses Turelli - (1948-1951)
- Francisco Alcides de Moraes - (1952-1955)
- Vicente Orsi Neto - (1955)
- Ivens Vieira - (1960-1963)
- João Orsi Júnior - (1961)
- Clóvis Vieira de Morais - (1964-1967)
- Gentil Néry - (1968)
- Natal Favali - (1968)
- Roberto Ivens Vieira - (1969-1972)
- Alfio Verardi - (1973-1976)
- Francisco José Rodrigues - (1977-1982)
- Lauro Lemos Piedade - (1982)
- José Emílio Carlos Lisboa - (1983-1988-1993-1996-2001-2004-2005-2008)
- Lélio Moura - (1989-1992)
- Antônio Pedro Quirino - (1997-2000)
- Pedro Valter Climeni - (2000)
- Carlos Augusto Rodrigues de Moraes Turelli - (2009-2016)
- Luiz Antônio Machado - (2017-2020)

### Subdivisões
Angatuba possui dois distritos urbanos afastados da sede da cidade:
- Bom Retiro da Esperança
- Boa Vista

## Infraestrutura

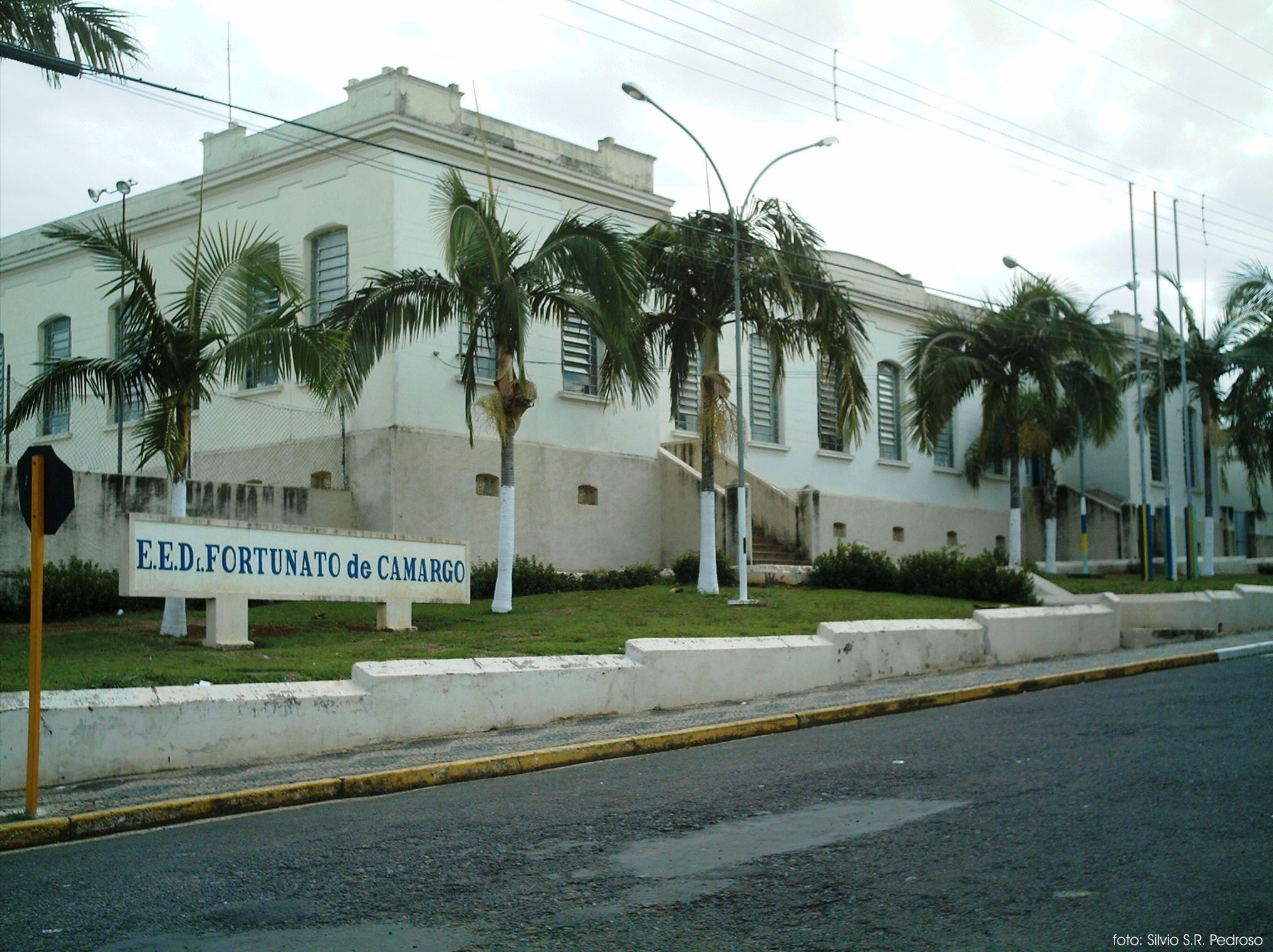
E.E. Dr. Fortunato de Camargo - escola tombada pelo patrimônio histórico nacional.

### Clubes de serviços e associações
- Rotary Club de Angatuba: Fundado em 27 de dezembro de 1995, tendo como padrinho o Rotary Club de Itapetininga qual está sob administração do Distrito 4620 de Rotary Internacional desde Mairinque até Ourinhos, passando pelos municípios de Sorocaba, Avaré e Itapeva. O mesmo mantém diversos projetos sociais e ambientais, cabe destaque a edição anual da Limpeza do Rio Paranapanema, a qual retira certa 100m³ de detritos das margens, lembrando que é o único rio no estado de São Paulo livre de poluição.
- Associação Comercial e Industrial de Angatuba

### Comunicações

#### Telefonia
O sistema de telefones automáticos foi inaugurado na cidade pela Companhia de Telecomunicações do Estado de São Paulo (COTESP) em 1974. Já o sistema de discagem direta à distância (DDD) foi implantado em 1979 pela Telecomunicações de São Paulo (TELESP), com o código de área (0152).
Na década de 90 o código DDD da cidade foi alterado para (015), para padronização do sistema telefônico com a telefonia celular que estava sendo implantada em todo o estado.
Possui cobertura 4G+ das operadoras VIVO com 4 Erbs e Claro com 5 Erbs. Possui cobertura 4G da operadora TIM, 3G da Nextel e 2G da Oi. Possui rede de Fibra Óptica dos provedores  FASTERNET e LOGNET.

#### Canais de TV
Angatuba possui os seguintes canais abertos para sua comunidade:
- Band Campinas (em implantação) canal 17
- TV Cultura  Canal 19.1 HD (41UHF Bom Bom)
- 19.2 UnivespTv SD
- 19.3 Multicultura SD
- TV TEM Itapetininga (Globo) Canal 26.1 HD (26 UHF)
- RecordTv Bauru em implantação (27.1)
- TV Sorocaba (SBT) 35.1 HD (35 UHF)
- TV Canção Nova - Canal 25.1 (22 UHF)

## Pessoas ilustres
- Carlos Alberto da Costa Nunes - poeta e tradutor
- José Carlos de Morais ("Tico-tico") - repórter pioneiro da televisão brasileira
- Antonio Lisboa 1889/1985 - músico e maestro
- Dina Lisboa - atriz
- João Francisco Benedan o "João Gordo" -  ativista do "Punk-Rock", vocalista do Ratos de Porão, grupo de renome mundial, apresentador de programas do tipo "talk show" na televisão e no rádio.
- Fernando Prestes de Albuquerque, quarto presidente do Estado de São Paulo.

## Religião

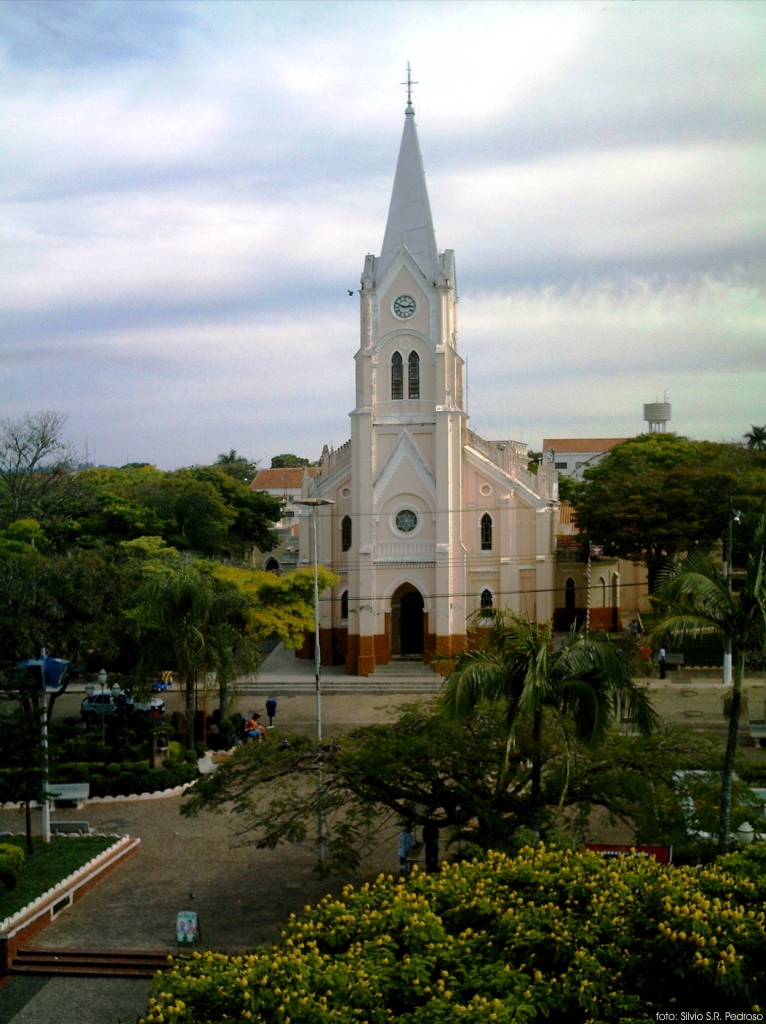
Igreja Matriz.

O Cristianismo se faz presente na cidade da seguinte forma:

### Igreja Católica
- A igreja faz parte da Diocese de Itapetininga.[15]

### Igrejas Evangélicas
Entre as igrejas protestantes históricas, pentecostais e neopentecostais, encontram-se na cidade:
- Assembleia de Deus Ministério do Belém.[18][19]
- Congregação Cristã no Brasil.[20]